# GZMH
GZMH‏ (Granzyme H) هوَ بروتين يُشَفر بواسطة جين GZMH في الإنسان.